# Nyctia halterata
Nyctia halterata är en tvåvingeart som först beskrevs av Georg Wolfgang Franz Panzer 1798.  Nyctia halterata ingår i släktet Nyctia och familjen köttflugor. Arten är reproducerande i Sverige. Inga underarter finns listade i Catalogue of Life.